# Alex Rodríguez (Fußballspieler)
Alex Rodríguez (* 15. Oktober 1980) ist ein andorranischer Fußballtrainer und ehemaliger Fußballspieler.
Rodríguez spielte bei UE Sant Julià; 2000/01 beim FC Andorra. Danach war er für diverse weitere Mannschaften seiones Heimatlandes aktiv, bis zu seinem Karriereende 1017. Für die Nationalmannschaft Andorras bestritt er zwei Spiele (einen einminütigen Einsatz gegen Frankreich und einen über die volle Distanz gegen Rumänien). Im Anschluss an seine aktive Karriere arbeitete er als Trainer.